# بهزاد سالکی
بهزاد سالکی (متولد ۱۳۲۵) نویسنده و مترجم آثار فلسفی و استادیار مؤسسه حکمت و فلسفه است.

## آثار
- مقدس و نامقدس: ماهیت دین، میرچا الیاده، بهزاد سالکی (مترجم)، ناشر: علمی و فرهنگی
- عرفان مسیحی و بودایی، دایستزتیتارو سوزوکی، عذرا اسماعیلی (مترجم)، بهزاد سالکی (ویراستار)، ناشر: مثلث
- یهودیت: بررسی تاریخی، بهزاد سالکی، ایزیدور اپستاین (مترجم)، ناشر: مؤسسه پژوهشی حکمت و فلسفه ایران
- دین‌شناسی تطبیقی، کدارنات تیواری، بهزاد سالکی (مترجم)، مرضیه شنکائی (مترجم)، ناشر: سازمان مطالعه و تدوین کتب علوم انسانی دانشگاه‌ها (سمت) - ۱۳۸۱
- تاریخ خداباوری: ۴۰۰۰ سال جستجوی یهودیت، مسیحیت و اسلام، کارن آرمسترانگ، بهاء الدین خرمشاهی (مترجم)، بهزاد سالکی (مترجم)، ناشر: پژوهشگاه علوم انسانی و مطالعات فرهنگی
- شیوه زندگی هندو، بهزاد سالکی، رضا حسین آهی دشتی، ناشر: ماکان - ۱۳۸۲
- بعد پنجم، کاوش در قلمرو روحانی، جان هیک، بهزاد سالکی (مترجم)، ناشر: قصیده سرا - ۱۳۸۲
- نگرشی بر تاریخ فلسفه اسلامی، محمود زارعی بلشتی (مترجم)، بهزاد سالکی (ویراستار)، ادواردگوردون کریگ (زیرنظر)، ناشر: امیرکبیر
- فلسفه دین، جان هیک، بهزاد سالکی (مترجم)، ناشر: بین‌المللی الهدی
- تاریخ فلسفه اسلامی، جمعی از مترجمان (مترجم)، سیدحسین نصر (زیرنظر)، بهزاد سالکی (ویراستار)، الیور لیمن (زیرنظر)، ناشر: حکمت